# 農学会
公益財団法人農学会（こうえきざいだんほうじん のうがっかい、英: The Foundation of Agricultural Sciences of Japan, FASJ）は、1887年（明治20年）に創立された学会である。

## 概要
農学の学会として、日本で最初に創立された。創立当初は農学会といい、のちに別組織である日本農学会が設立されてから1932年に財団法人農学会となり、2012年に新公益法人制度に基づく内閣府の認定を経て公益財団法人に移行した。
英語名は The Foundation of Agricultural Sciences of Japan であり、略称は FASJ を使う。

## 活動
主に、若手研究者の研究業績の表彰（「日本農学進歩賞」）、日本技術者教育認定機構（JABEE）の技術者教育プログラムに関わる農学分野における技術者教育の推進、年2回の公開シンポジウムの開催（日本農学アカデミーとの共催）、関係機関が開催する学術講演会への共催・後援など、農学に関する学術情報の発信・啓発などの活動を行っている。

## 沿革
＜主な出典：＞
- 1887年 – 東京農林学校、旧駒場農学校および札幌農学校の卒業生によって農学会を設立
- 1929年 - 日本農学会が別組織として創立[注釈 1]（農学奨励資金を日本農学会に移譲）、既存の農学会は解散せずに存続
- 1931年 - 『農学会会報』（1910年、第92号から『農学会報』と改称[注釈 2]）が第327号で終刊
- 1932年 - 財団法人農学会として設立（同年2月2日付けで主務官庁より設立許可）
- 1952年 - 日本農学会を退会、その後は財団法人農学会として独自に活動
- 1999年 - 日本技術者教育認定機構（JABEE）の設立とともに、その会員となり農学一般分野の技術者教育プログラムの審査を担当
- 2002年 - 日本農学進歩賞を創設
- 2012年 - 公益財団法人農学会へ移行（同年3月19日付けで認定、同年4月1日に登記）

## その他
- 日本農学進歩賞の受賞者による受賞講演の要旨集が年度毎に刊行されている[5]。